# Plataforma por un Nuevo Modelo Energético
La Plataforma por un Nuevo Modelo Energético (Px1NME) es una iniciativa ciudadana surgida en agosto de 2012 en Madrid, que defiende la transición hacia un modelo energético socialmente justo y ambientalmente sostenible, basado en las energías renovables, la eficiencia, el ahorro y la soberanía energética. Otros objetivos de esta Plataforma son la lucha contra la pobreza energética y la denuncia del Oligopolio eléctrico en España.
Se trata de un movimiento horizontal de carácter esencialmente abierto e inclusivo, que a finales de 2014 ya agrupaba a más de trescientas organizaciones ecologistas, sociales, políticas, sindicales, empresariales, etc. así como a miles de personas a título particular, siendo hasta la fecha la única plataforma que reúne a colectivos e individuos tan diversos con un mismo objetivo. 

## Historia

### Antecedentes
A raíz de los primeros recortes a la retribución de las plantas de energía renovable llevados a cabo en el año 2010 por el Gobierno del Partido Socialista, nace la Fundación Renovables, un movimiento ciudadano formado por personas con experiencia en el sector energético, procedentes del mundo empresarial, la Administración, los sindicatos, las organizaciones ecologistas, el ámbito académico o los medios de comunicación, con el objetivo de sensibilizar a la sociedad sobre la necesidad de un cambio de modelo energético basado en el ahorro, la eficiencia y las energías renovables.
Desde entonces, la Fundación ha venido desarrollando diversas actividades encaminadas a promover iniciativas de apoyo a las energías renovables, organizando debates, jornadas y talleres sobre la necesidad de una política energética que fomente el cambio de modelo, lanzando notas de prensa, documentos y publicaciones divulgativas, etc.
Posteriormente, como reacción a la moratoria a las energías renovables establecida por el Real Decreto Ley 1/2012 del Gobierno del Partido Popular, en torno a cincuenta organizaciones sectoriales, ambientales y sindicales se reúnen el 31 de enero de 2012 para firmar un manifiesto y crear la Coordinadora de Apoyo a las Energías Renovables, que permanece activa hasta la constitución oficial de la Px1NME.

### Formación
La Plataforma por un Nuevo Modelo Energético se origina a raíz de la huelga de hambre que Ángel Vadillo, alcalde de Alburquerque, emprende como protesta por el Real Decreto Ley 1/2012, que afectaba directamente a cinco proyectos termosolares previstos en ese municipio extremeño, paralizándolos y acabando con las perspectivas de creación de empleo para sus habitantes. Ante esa situación de indefensión, el alcalde emprende una marcha a pie hasta Madrid, donde intenta que le reciba el ministro de Industria José Manuel Soria. Al no conseguirlo, se declara en huelga de hambre a las puertas del Ministerio.
Preocupadas por el estado de salud de Vadillo, que comenzaba a deteriorarse tras dos meses de huelga de hambre, varias personas procedentes del Movimiento 15-M, la Coordinadora de Apoyo a las Energías Renovables y otros colectivos se concentran el 14 de agosto de 2012 frente al Ministerio de Industria, donde el alcalde permanecía acampado, para mostrarle su apoyo y tratar de convencerle de que abandone la huelga. 
Las reuniones se suceden semanalmente y los asistentes acuerdan crear una Plataforma que defienda un nuevo modelo energético, abierta a la participación de personas y organizaciones sin distinción, con la doble finalidad de constituirse en interlocutor válido con las instituciones y acercar el debate energético a la ciudadanía. Es en una de estas reuniones cuando se consensúa el nombre de la Plataforma y su lema: "Medio ambiente, soberanía energética y empleo ¡YA!".

### Primeros pasos
El 8 de septiembre de 2012 tiene lugar la primera acción de la recién creada Plataforma: un gran acto público por un modelo energético sostenible y en solidaridad con Ángel Vadillo que se celebra en La Tabacalera de Madrid, con la intervención de decenas de representantes de asociaciones ecologistas, organizaciones sociales, sindicatos y partidos políticos, intelectuales, vecinos de Alburquerque y personas del 15-M, así como la actuación de varios artistas. El acto, al que asisten unas 500 personas, se cierra con la intervención de Vadillo, que anuncia el fin de su huelga de hambre.
Dos días después se convoca la primera asamblea formal de la Px1NME, en la que se constituye oficialmente y se trazan las líneas estratégicas de la organización. En las sucesivas asambleas, que se celebran con periodicidad semanal, se abordan principalmente los aspectos organizativos y la redacción del documento base de la iniciativa.

## Acciones
Desde la creación de la Plataforma, sus miembros han desarrollado multitud de actividades pedagógicas e informativas en asociaciones de vecinos, asambleas 15-M y otros entornos similares, así como diversas acciones de calle. La Plataforma también ha sido invitada a participar en numerosos congresos, jornadas y talleres organizados por universidades, fundaciones, partidos políticos, asociaciones, organizaciones ambientales e instituciones públicas.

### Campañas de recogida de firmas
Una de las primeras acciones de la Px1NME consiste en promover una campaña de recogida de firmas a través de Avaaz, exigiendo una auditoría de los costes del sector eléctrico y del denominado déficit de tarifa. La petición, que en ese momento acumulaba 114.000 firmas, fue llevada ante la Unión Europea por una comisión de varios miembros de la Plataforma, que viajaron a Bruselas los días 3 y 4 de diciembre de 2012 para reunirse con el entonces Comisario de Energía, Günther Oettinger, y con europarlamentarios de distintos grupos. Pocas semanas después, el 20 de diciembre, se aprueba en el Congreso de los Diputados la Ley de Medidas Fiscales para la Sostenibilidad Energética. Esa misma mañana, una delegación de la Plataforma se reúne con varios grupos parlamentarios para exponer sus propuestas y entregarles la petición de auditoría, que ya había recogido 170.000 firmas.
En junio de 2013 la Plataforma por un Nuevo Modelo Energético presenta una denuncia ante la Fiscalía Anticorrupción pidiendo que investigue los vínculos entre los políticos y las grandes empresas del sector eléctrico (las conocidas como puertas giratorias), denuncia que alcanza una enorme repercusión mediática y ciudadana. Para apoyar la denuncia, se lanza una nueva campaña en Avaaz que firman casi 140.000 personas. Un mes después, la Px1NME presenta una ampliación de la denuncia pidiendo a Anticorrupción que investigue a Industria por permitir que prescriba el plazo para solicitar la devolución de 3.400 millones cobrados de más por las eléctricas en concepto de Costes de Transición a la Competencia o CTC. Ya en 2015, a raíz del archivo de la denuncia por parte de Anticorrupción tras una breve investigación, la Px1NME vuelve a recabar firmas entre la ciudadanía para exigir la reapertura del caso, logrando el apoyo de casi 150.000 personas.
En junio de 2015, tras hacerse público el escándalo de los informes en que se basó Industria para establecer la nueva retribución a las plantas de generación renovable (el denominado 'hachazo'), la Plataforma presenta una nueva denuncia ante la Fiscalía Anticorrupción que contó con el apoyo de 155.000 personas que firmaron la petición.
En septiembre del mismo año, la Plataforma por un Nuevo Modelo Energético lanza una nueva petición, esta vez dirigida a la Comisión Europea con objeto de que investigue si las sobrecompensaciones recibidas por las eléctricas en concepto de exceso de CTC y windafall profits pueden ser considerados ayudas de Estado, y por tanto, ilegales. Esta campaña logra el apoyo de otros 150.000 ciudadanos.

### Contra el Oligopolio eléctrico
El 18 de noviembre de 2012 se emite el reportaje Oligopoly. El juego de la energía en el programa Salvados de La Sexta, conducido por el periodista Jordi Évole. El reportaje desvela el régimen de oligopolio existente en el sector energético en España, con un mercado en el que los precios no paran de subir y la libre competencia es ficticia. Para su realización se contó con la participación de Jorge Morales de Labra, experto en el sector eléctrico español y miembro destacado de la Px1NME, entre otros. La emisión de este programa tiene un éxito de audiencia sin precedentes, pero le vale a Évole una airada reacción de UNESA, la patronal que agrupa a las cinco grandes compañías eléctricas que operan en España, lo que hizo temer al público por la continuidad del popular espacio televisivo.
La Plataforma por un Nuevo Modelo Energético decide tomar el testigo de Jordi Évole e impulsa la realización de una segunda parte del programa. Así nace #Oligopoly2. El imperio eléctrico contra todxs, un documental dirigido por Alba del Campo y financiado mediante micromecenazgo. El documental denuncia la situación del sector eléctrico en España, controlado por solo cinco grandes compañías, agrupadas en la patronal UNESA. Estas compañías poseen la práctica totalidad de centrales de producción de energía a partir de fuentes fósiles y nuclear, ejerciendo una fuerte influencia en los distintos gobiernos a fin de dificultar o impedir el desarrollo de las energías renovables, en su mayoría en manos de PYMEs, inversores internacionales o ciudadanos particulares. 
#Oligopoly2 se estrena el 16 de mayo de 2013 simultáneamente en cuarenta localidades de todo el territorio nacional y muy pronto se viraliza en la red, alcanzando más de 60.000 visualizaciones. El documental participa en la edición de 2013 de Ecozine, el Festival Internacional de Cine y Medio Ambiente de Zaragoza, y en numerosas ciudades se organizan videofórums en torno al tema. #Oligopoly2 también resulta galardonado en la convocatoria española de los Premios Eurosolar 2013.

### Acciones legales
La Plataforma por un Nuevo Modelo Energético ha presentado varias denuncias ante la Comisión Europea por incumplimiento de las directivas comunitarias sobre renovables y eficiencia (a raíz de las cuales Bruselas ha abierto expediente a España), así como una denuncia ante la Fiscalía Anticorrupción pidiendo que se investiguen las ‘puertas giratorias’ o conexiones entre los políticos y las grandes eléctricas.

### Otras acciones
Otra de las acciones desarrolladas por la Px1NME pretendía llamar la atención sobre el hecho de que el Gobierno deje que prescriba el plazo para reclamar la devolución de 3.400 millones de euros cobrados de más por las eléctricas en concepto de Costes de Transición a la Competencia. Unos cincuenta activistas disfrazados de cobradores del frac se presentaron en el Ministerio de Industria y en la sede de UNESA para cobrar la deuda en nombre de la sociedad española.
La Px1NME también está impulsando una amplia campaña contra la Ley de Reforma del Sector Eléctrico tramitada por el Gobierno del Partido Popular, que supondrá el golpe definitivo al desarrollo de las energías renovables en nuestro país. Esta campaña incluye una batería de acciones, entre las cuales se cuenta la Acción contra la Pobreza Energética llevada a cabo en Madrid y otras ciudades todos los meses durante el invierno de 2013-2014, y la iniciativa de democracia directa en las votaciones de enmiendas a la citada Ley que tienen lugar el 31 de octubre en el Congreso, en la cual el diputado Joan Baldoví, de Compromís-EQUO, votó en función de la decisión de la ciudadanía recogida a través de la web congresotransparente.com.

## Funcionamiento y organización
El funcionamiento de la Px1NME es horizontal y asambleario.